# Австралоїдна раса

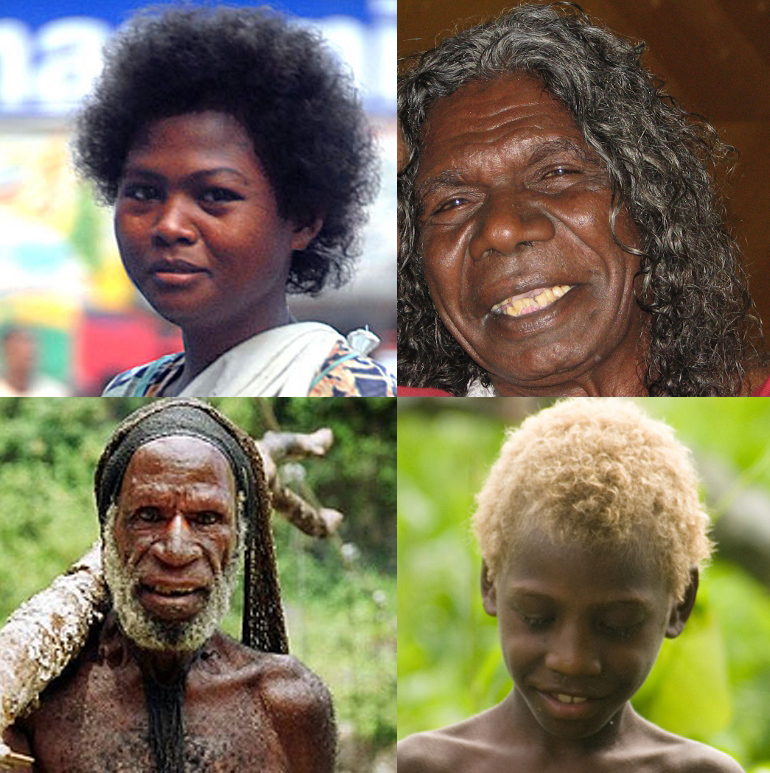
Австралоїди.

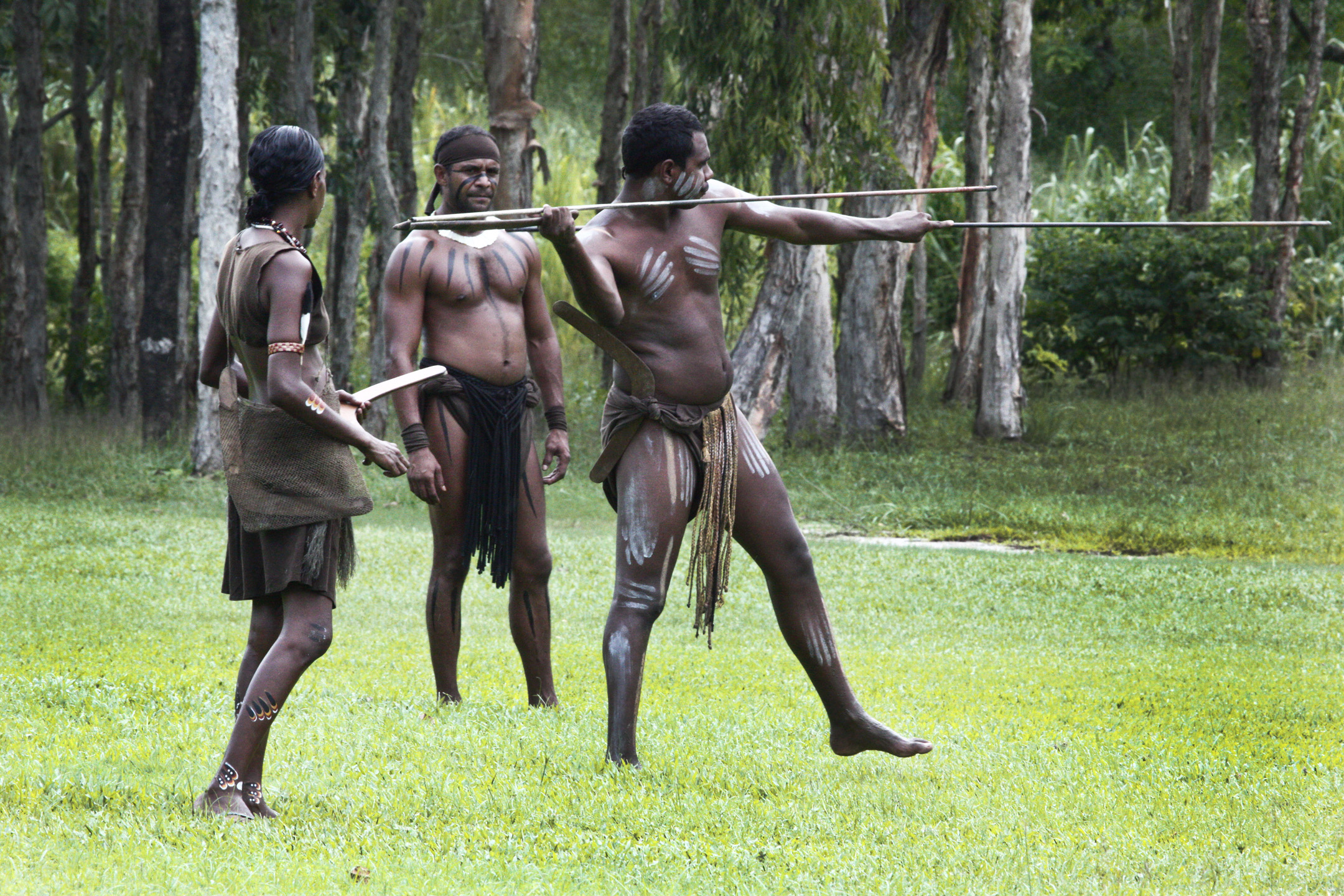
Австралоїди

Австрало́їдна ра́са (англ. Australoid race) — це застаріле історичне об'єднання різних народів, корінних жителів Меланезії та Австралії. Іноді до неї включали також деякі групи, що мешкають у деяких частинах Південно-Східної та Південної Азії, що викликало суперечки.
Хоча більшість авторів включали папуасів, австралійських аборигенів і меланезійців (переважно з Фіджі, Нової Каледонії, Соломонових островів і Вануату), існували суперечки щодо включення різних груп населення Південно-Східної Азії, згрупованих як «негритоси», або ряду темношкірих племінних груп Індійського субконтиненту.
Концепція поділу людства на три, чотири або п'ять рас (які часто називають європеоїдною, монголоїдною, негроїдною та австралоїдною) була запроваджена у 18 столітті і надалі розвивалася західними вченими в контексті «расистських ідеологій» в епоху колоніалізму. З розвитком сучасної генетики концепція окремих людських рас у біологічному сенсі застаріла. У 2019 році Американська асоціація біологічних антропологів заявила: «Віра в „раси“ як природні аспекти людської біології та структури нерівності (расизм), що виникають з таких переконань, є одними з найбільш шкідливих елементів людського досвіду як сьогодні, так і в минулому».

## Типологія
Для представників раси характерні темний колір шкіри, широкий ніс з порівняно високим переніссям, товсті губи, прогнатизм, які зближують їх з негроїдною расою. Великий масивний доліхокранний череп, але незначна масивність усього кістяку. Сильні надбрівні дуги, великі прогнатні щелепи, великі зуби, коротка шия. Значна пігментація шкіри, волосся і очей (іноді цяточки пігменту навіть виходять за межі райдужки), глибоко посаджені очі. Зріст вище середнього і високий, дуже витягнутої статури. За ознаками будови зубів відносять до східного надрасового стовбуру. На відміну від негрів Африки, австралійська раса характеризується хвилястим волоссям і сильно розвиненим третинним волосяним покривом. Сильний ріст бороди та вусів, особливий напрям росту волосся на тілі. Частина австралоїдів (Західна Австралія, Південна Індія, Океанія) в молодості та у літах мають біляве волосся, що не є результатом метисації, а закріплена в якийсь період ізоляції мутація, подібна до тієї, що закріпилася у північних європейців.
Найбільшу типологічну схожість з австралійською расою мають ведди Шрі-Ланки (цейлон-зондська раса) і південно-індійська раса (дравідійська), а також деякі народи Океанії (Нова Каледонія).

## Історія
У глибоку давнину австралоїдний антропологічний тип був широко поширений у Південній і Південно-Східній Азії. Вважається, що пращури австралоїдів мігрували з Африки приблизно 60 тис. років тому через південну частину Євразії до Австралії через оголений шельф (унаслідок льодовикової регресії моря) та мілководні частини морів Зондського архіпелагу.